# Муратовы
Муратовы (князь Муратовы, тат. Moratovlar, Моратовлар) — татарский княжеско-мурзинский род.
В Гербовник внесены две фамилии Муратовых:
1. Потомства Романа Муратова, пожалованного грамотою в 1633 г. (Герб. Часть VIII. № 78).
2. Потомство Алфима Муратова, сын которого Константин, владел деревнями в 1674 г. (Герб. Часть IX. № 99)[1].

В Боярской книге Муратовы писались, как дворяне и с титулом князь (в гербовник не внесены).
При подаче документов (1686) дворянами Муратовыми для внесения рода в Бархатную книгу, была предоставлена родословная роспись Муратовых.
Род дворян Муратовых внесён в VI часть родословной книги: Костромской, Рязанской губернии.

## Происхождение и история рода

#### Князья Муратовы
Княжеский род происходит от князя Мурата, потомка князя Бехана, писавшегося князем, стольника князя Семёна Богдановича Муратова (1688-1690). Общий предок с Акчуриными подтверждён с помощью ДНК.

#### Дворяне Муратовы
Дворяне Муратовы владели сёлами Милованово и Юраково, в котором пронский уездный предводитель дворянства (1836—1850), генерал-майор Алексей Петрович Муратов (1798 — после 1854) имел винокуренный завод. Его внук — Николай Павлович Муратов (1867 — 1930-е). Из другого ветви рязанского рода происходил генерал майор артиллерии Семён Дмитриевич Муратов (1851—?). Ещё один представитель рязанского рода Муратовых, Михаил Сергеевич Муратов (1820—1889) был ярославским (1858—1864) и самарским (1864—1874) губернским архитектором. 

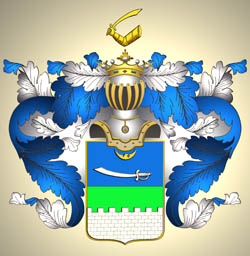
ОГ 8-78

## Описание гербов

#### Герб. Часть VIII. № 78.
Герб потомства Романа Муратова: щит разделён горизонтально на две половины. В верхней половине, в голубом поле, изображён золотой полумесяц, рогами обращённый вверх и под ним горизонтально серебряный меч остриём в правую сторону. В нижней половине в зелёном поле находится серебряная городская стена. Щит увенчан дворянским шлемом и короной, на которой видна в золотых латах рука с мечом. Намёт на щите голубой, подложенный серебром.

#### Герб. Часть IX. № 96.
Герб действительного статского советника Василия Гавриловича Муратова: щит разделён горизонтально надвое: в верхней части в правом голубом поле изображён золотой крест и под ним золотой полумесяц, рогами вниз обращённый; а в левом золотом поле пчела и под нею свиток бумаги. В нижней части, в красном поле, крестообразно положены сабля и шпага остроконечиями вверх и две серебряных шестиугольных звезды. Щит увенчан дворянским шлемом и короною с тремя страусовыми перьями. Намёт на щите красный и золотой, подложенный золотом и голубым.

#### Герб. Часть IX. № 99.
Герб потомства Константина Алфимовича Муратова: в верхней голубой половине щита изображён золотой крест и под ним серебряная луна, рогами обращённая вниз (польский герб Деспот). В нижней половине в красном поле означена в латах согбенная рука, с подъятым мечом. Щит увенчан дворянскими шлемом и короною со страусовыми перьями. Намёт на щите голубой и красный, подложенный золотом.